# 福島吻鰕虎魚
福島吻鰕虎魚（学名：Rhinogobius fukushimai）为鰕虎魚科吻鰕虎魚屬的鱼类，是中国的特有物种。分布于滦河等。

## 扩展阅读
維基物種上的相關：福島吻鰕虎魚